# Ernst-Ludwig Winnacker

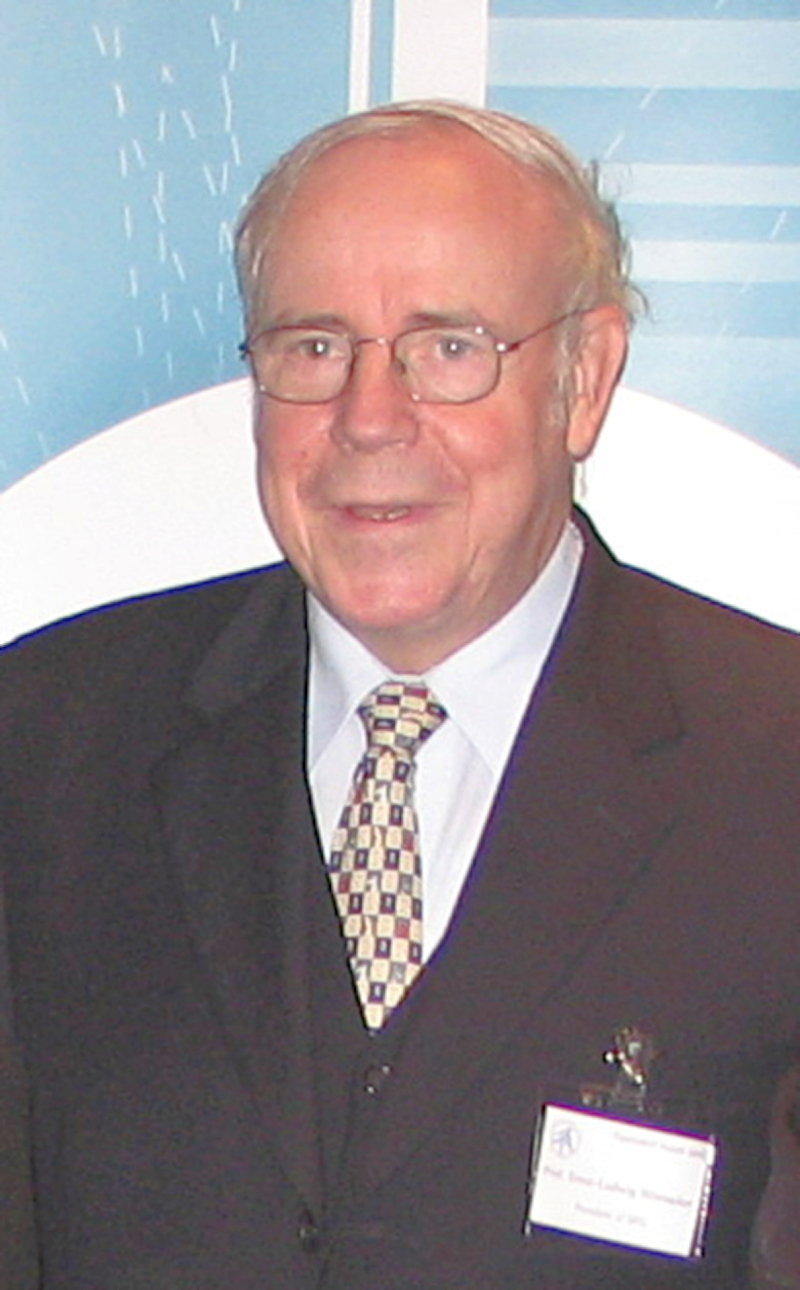
Ernst-Ludwig Winnacker im November 2005

Ernst-Ludwig Winnacker (* 26. Juli 1941 in Frankfurt am Main) ist ein deutscher Biochemiker und Wissenschaftsmanager.

## Wissenschaftler
Ernst-Ludwig Winnacker ist der Sohn des Chemikers und ehemaligen Vorstandsvorsitzenden der Hoechst AG Karl Winnacker. Er studierte Chemie an der ETH Zürich und wurde an derselben Universität 1968 bei Albert Eschenmoser promoviert. Anschließend war er als Postdoc an der University of California, Berkeley und am Karolinska Institute in Stockholm tätig. 1972 wurde er Assistent am Institut für Genetik der Universität zu Köln.
1977 wurde er Professor für Biochemie an der Universität München, 1980 ebendort ordentlicher Professor. Von 1984 bis 1997 war er Direktor des Labors für Molekularbiologie am Genforschungszentrum der Universität München.
Seine wissenschaftlichen Schwerpunkte liegen in den Bereichen Virus-Zell-Wechselwirkungen, Mechanismen der Genexpression in höheren Zellen und Prionen-Krankheiten (darunter BSE).
Er ist Mitglied der Leopoldina (seit 1988), der Academia Europaea (seit 1989) und der Deutschen Akademie der Technikwissenschaften (Acatech).

## Wissenschaftsmanager
Von 1987 bis 1993 war er Vizepräsident und von 1998 bis Ende 2006 Präsident der Deutschen Forschungsgemeinschaft (DFG). Von 1984 bis 1992 gehörte er der Enquête-Kommission des Bundestages zu Chancen und Risiken der Gentechnologie an.
Von 1992 bis 1998 war er Vorsitzender des Trägervereins des Instituts TTN (Technik-Theologie-Naturwissenschaften) an der Universität München.
1999 bis 2000 war er Vorsitzender der Gesellschaft Deutscher Naturforscher und Ärzte.
Vom Januar 2007 bis Juli 2009 war er der erste Generalsekretär des neu geschaffenen Europäischen Forschungsrats (European Research Council ERC) in Brüssel. Sein „Abenteuer in der Brüsseler Bürokratie“ hat er 2009 in der ZEIT („Bitte nicht so mißtrauisch“) und in dem 2012 erschienenen Buch „Europas Forschung im Aufbruch“ beschrieben.
Seit 2008 ist Winnacker als SchrittMacher für die Tom-Wahlig-Stiftung engagiert, die sich für die Erforschung und Heilung der spastischen Spinalparalyse einsetzt.
Die Organisation des internationalen Human Frontier Science Program (HFSP) wählte Winnacker 2009 zu ihrem Generalsekretär. Das Amt übte Winnacker zwei Amtsperioden bis 2015 aus.
Zudem ist er stellvertretender Vorsitzender im Stiftungsrat der Arthur-Burkhardt-Stiftung für Wissenschaftsförderung.

## Auszeichnungen
- 1990: Bundesverdienstkreuz am Bande
- 1992: Bayerischer Verdienstorden
- 1994: Arthur-Burkhardt-Preis
- 1996: Bundesverdienstkreuz I. Klasse
- 1999: Bayerischer Maximiliansorden für Wissenschaft und Kunst
- 1999: Wissenschaftspreis des Johann-Georg-Zimmermann-Vereins
- 2001: Preisträger des Ehrenrings 2001 der Eduard-Rhein-Stiftung
- 2006: Großes Verdienstkreuz der Bundesrepublik Deutschland
- 2006: Bayerische Verfassungsmedaille in Silber
- 2007: Medaille für besondere Verdienste um Bayern in einem Vereinten Europa
- 2007: Komtur des Verdienstordens der Republik Polen[7]
- 2009: Mehrfarbiger Orden der Aufgehenden Sonne am Band[8][9]
- 2010: Medaille für internationale Zusammenarbeit in Wissenschaft und Technologie der Volksrepublik China[10]
- 2010: Großes Verdienstkreuz mit Stern des Verdienstordens der Bundesrepublik Deutschland
- 2010: Verdienstmedaille der Deutschen Akademie der Naturforscher Leopoldina[11]
- 2011: Robert-Koch-Medaille in Gold für seine „wertvollen Impulse für eine nachhaltige Entwicklung des Wissenschaftssystems in Deutschland und Europa“
- 2011: Richard-Ernst-Medaille der ETH Zürich
- 2015: Ehrenmitgliedschaft der Deutschen Gesellschaft für Innere Medizin
- 2017: Aufnahme in die Hall of Fame der deutschen Forschung

## Veröffentlichungen (Auswahl)
- Gene und Klone – Eine Einführung in die Gentechnologie, VCH Verlagsgesellschaft, Weinheim, 1985
- Die Zeit ist reif. In der Frage der Stammzellenforschung müssen die politischen Instanzen Farbe bekennen In: Süddeutsche Zeitung, 23. November 2001
- Welche Schule wollen wir? Wie lange können wir uns den naturwissenschaftlichen Analphabetismus noch leisten? In: Süddeutsche Zeitung, 9. März 2002
- Das Genom – Möglichkeiten und Grenzen der Genforschung (3. erw. u. akt. Ausg.), Eichborn, Frankfurt am Main, 2002
- Europas Forschung im Aufbruch – Abenteuer in der Brüsseler Bürokratie, Berlin University Press, Berlin, 2012, ISBN 978-3-86280-043-8.